# Oula A. Alrifai
Oula Alnashar Alrifai (en arabe : علا الرفاعي ; née le 12 septembre 1986) est une jeune militante de la démocratie syrienne, auteur, analyste et réfugiée politique, originaire de Damas, en Syrie, qui vit aux États-Unis en raison de menaces de mort proférées contre sa famille en 2005 par le régime de Bachar el-Assad en Syrie,,. Oula est cofondatrice et directrice de l'ONG SANAD Syria. Elle est présentée avec sa famille dans le journal The Washington Post en raison de leur activisme en faveur des droits humains et de leur soutien à la révolution syrienne en 2011. Alrifai est la belle-fille d'Ammar Abdulhamid. Alrifai avec ses parents (Ammar Abdulhamid et Khawla Yusuf) et son frère Mouhanad ont demandé l'asile politique à Washington, DC, en 2005. Elle est actuellement senior fellow au Washington Institute for Near East Policy,. Alrifai est publiée dans des magazines américains prestigieux, notamment Foreign Affairs, The National Interest, The Hill et CTC Sentinel. Ses recherches et analyses politiques portent sur la Syrie et le Moyen-Orient. Oula devient citoyenne américaine en 2016.  En 2018, elle sort son documentaire primé, Tomorrow's Children . 

## Éducation
En décembre 2011, Oula Alrifai obtient son BA de l'Université du Maryland, College Park en études politiques et gouvernementales du Moyen-Orient, où elle reçoit la bourse d'excellence académique à plein temps jusqu'à l'obtention de son diplôme,. Alrifai est membre de la National Political Science Honor Society et membre de l'International Honor Society. Elle est titulaire d'une maîtrise ès arts en études du Moyen-Orient de l'Université Harvard. Sa thèse, L'auto-flagellation d'une nation: Assad, l'Iran et la survie du régime en Syrie, se concentre sur le développement de la relation irano-syrienne dans les années 1970 et 1980 à travers la lentille de la dynamique politico-religieuse. Elle est disponible à la bibliothèque de Harvard.  